# Pampas (Piura)
Pampas es una localidad peruana ubicada en el distrito de Montero, perteneciente a la provincia de Ayabaca del departamento de Piura, al norte del Perú. 

## Ubicación
Pampas se ubica al norte de la provincia de Ayabaca, en el distrito de Montero, en el departamento de Piura.

## Demografía
En 2017 Pampas tenía una población de 17 habitantes.
| Gráfica de evolución demográfica de Pampas entre 1993 y 2017 |
|                                                              |
| Fuentes: Población 1993 y 2017                               |